# 滩冚
滩冚是中国广东省广州市从化区的一个自然村。在太平镇东北面约11千米，属共星村管辖。清朝时建村。1998年时，全村人口110人。